# Loïs Fauriel
Loïs Fauriel (Guilherand-Granges, 17 de julio de 2002) es un futbolista francés, nacionalizado congoleño, que juega en la demarcación de delantero para el Doxa Katokopias de la Segunda División de Chipre.

## Selección nacional
Hizo su debut con la selección de fútbol de República del Congo el 11 de octubre de 2024 en un encuentro de clasificación para la Copa Africana de Naciones de 2025 contra Sudáfrica que finalizó con un resultado de 5-0 a favor del combinado sudafricano tras los goles de Bathusi Aubaas, Lyle Foster, Iqraam Rayners y un doblete de Teboho Mokoena.

## Clubes
| Club                     | País    | Año       | Partidos | Goles |
| ------------------------ | ------- | --------- | -------- | ----- |
| Olympique de Marsella II | Francia | 2019-2022 | 15       | 0     |
| Akritas Chlorakas        | Chipre  | 2022-2023 | 19       | 0     |
| AO Ayia Napa             | Chipre  | 2023-2024 | 26       | 1     |
| Doxa Katokopias          | Chipre  | 2024-     | 20       | 1     |